# Síntesis de galactosa
La síntesis de la galactosa fue el primer descubrimiento relevante que realizó el médico y bioquímico argentino, y luego Premio Nobel de Química, Luis Federico Leloir. 
El descubrimiento, realizado en 1947, se basó en un problema planteado por el biólogo Rawell Caputo en el tejido de una glándula mamaria.